# Hernando Navia Varón
Hernando Navia Varón (El Cerrito siglo XX-Colombia siglo XX) fue un político colombiano. Adepto al Partido Conservador Colombiano.

## Biografía
Se desempeñó como abogado, parlamentario estadista, orador, escritor, y periodista. Se desempeñó como jefe conservador en el Valle del Cauca, liderando grupos armados conservadores. Fue miembro de la Asamblea Nacional Constituyente (ANAC). Fue nombrado como Ministro de Gobierno en el gobierno de Gustavo Rojas Pinilla, con el objetivo de obtener el apoyo de la Iglesia Católica. Además fue autor de varias leyes, y dicto un nuevo código carcelario. Fue senador de la República entre 1962 y 1966.

## Obras
- Ideología constitucional (1956).[12]
- Yo vi cerrar el congreso: La revolución de Mayo de 1957 en el palacio de San Carlos (1960).[13]
- Caudillo y gobernante: Dr. Ignacio Rengifo Borrero (1964).[14]

## Homenajes
La Institución Educativa Hernando Navia Varón en Cali.